# 若井彌一
若井彌一（わかい　やいち、1947年 -　）は、日本の教育行政学者。上越教育大学名誉教授、仙台大学教授・統括副学長。
新潟県生まれ。1973年東北大学大学院教育学研究科教育行政学専攻博士課程退学、同大助手、仙台大学講師、同大助教授、上越教育大学助教授、同大教授、附属図書館長、2009年学長、2013年退任、同大名誉教授、仙台大学教授、同大統括副学長。

## 著書
- 『教育法規の理論と実践』樹村房　教育学テキストシリーズ　1995
- 『若井彌一著作集』全5巻 結城忠,廣瀬裕一,佐々木幸寿編　協同出版　2011-13

### 共編著
- 『教育行政と学校・教師』高橋靖直,牛渡淳共著　玉川大学出版部　玉川大学教職専門シリーズ　1986
- 『教員の人事行政 日本と諸外国』佐藤全共編著　ぎょうせい　1992
- 『要説教職専門』補訂第5刷　皇晃之共編著　金港堂出版部　1996
- 『教員試験受験相談 免許取得から採用まで』改訂　編著　協同出版　教職課程新書　1998
- 『必携学校小六法』下村哲夫,杉原誠四郎監修 葉養正明,結城忠共編　協同出版　2004
- 『学校経営の刷新 教育新時代の学校経営 論点演習』菱村幸彦,小松郁夫共編著　教育開発研究所　2005
- 『設例教育法規演習』全訂新版　下村哲夫共著　教育開発研究所　2005
- 『教員の養成・免許・採用・研修』編著　教育開発研究所　2008
- 『必携教職六法』監修 河野和清,高見茂,結城忠編集委員 協同出版 2013

## 論文
- Cinii